# Стаффордширский бультерьер
Стаффордширский бультерьер (англ. staffordshire bull terrier), английский стаффордширский бультерьер — порода собак-компаньонов. Вероятно, выведена в Великобритании в XVII веке скрещиванием бульдога с английским терьером. Официально признана Английским клубом собаководства в 1935 году.

## История породы
Мнения о происхождении породы расходятся, однако большинство экспертов полагает, что она произошла от староанглийских бульдогов.
В 1939 году порода стаффордширский бультерьер была официально признана Английским клубом собаководства. Между 1939 и 1970 годами поголовье стаффордширских бультерьеров достигло более двух тысяч. В 1974 г. стаффордширский бультерьер был занесён в племенные книги как отдельная порода.

## Внешний вид
Стаффордширский бультерьер — крепкая, сильная и очень активная собака. В холке достигают высоты 35—40 см.
Этих собак отличает короткая и мускулистая шея, короткая объёмная голова, широкий череп, развитые мышцы щёк, плотно прилегающие губы и сильные челюсти, широкая переносица и ярко выраженный лоб. Уши полустоячие, имеют форму «розочки». Глаза тёмные круглые.
Другими признаками породы являются прямые, широко расставленные лапы, низко посаженный хвост средней длины, который никогда не закручивается (похож на «ручку старинного насоса»). Глубокая грудная клетка.
Стаффордширский бультерьер — короткошёрстная порода. Шерсть однослойная, без подшёрстка. Окрасы: рыжий, палевый, белый, чёрный, голубой или любой из этих окрасов с белым. Любой оттенок тигрового или любой оттенок тигрового с белым. Чёрно-подпалый и печёночный окрас нежелательны.

## Характер
Стаффордширский бультерьер — отличный компаньон. Неукротимый темперамент прописан в стандарте породы. Предан хозяину. Может быть агрессивен по отношению к сородичам.

## Уход
В содержании неприхотлив. Эти собаки в силу небольшого размера способны жить в любой квартире или частном доме. Однако ему всегда нужны прогулки на природе 2 раза в день, но не под палящим солнцем и не более 15 мин за один выгул зимой. Также внутри каждого стаффбуля чутко дремлет типичнейший представитель племени терьеров, для которого прогулка – это еще одна возможность испытать собственные силы в раскапывании клумб и рытье котлованов. Ограничивать питомца в этом занятии не стоит, а лучше выбрать природу подальше от городской суеты или двор в частном доме. Не требуют особого ухода за шерстью. Практически не имеет врожденных болезней и обладает достаточно крепким здоровьем.

## Применение
В пик своей воинственной карьеры использовался для травли крыс. После того как жестокие развлечения с участием собак в Европе запретили, заводчики стаффордширских бультерьеров переориентировали своих собак на участие в выставках, спортивных соревнованиях и стали проводить огромную селекционную работу в отношении выведения экстерьерных качеств. Современный стаффбуль — это собака-компаньон, семейная собака.